# Aren
Aren é uma comuna francesa na região administrativa da Nova Aquitânia, no departamento dos Pirenéus Atlânticos. Estende-se por uma área de 7,4 km². Em 2010 a comuna tinha 247 habitantes (densidade: 33,4 hab./km²).